# Kalender in Tolkiens Mythologie
Die Kalender in Tolkiens Mythologie sind sehr präzise Berechnungen des englischen Philologen und Schriftstellers J. R. R. Tolkien, die sich mit den Kalendern der realen Welt vergleichen lassen.

## Entstehung der Zeiteinteilung
Die Zeitrechnung in Tolkiens fiktivem Universum beginnt mit der Erschaffung der Welt, die er in der Ainulindale folgendermaßen beschreibt:

„Eru war da, der Eine, der in Arda Ilúvatar heißt; und er schuf erstens die Ainur, die Heiligen, Sprösslinge seiner Gedanken; […] Als sie aber in die Leere gekommen waren, da sagte Ilúvater zu ihnen: „Sehet, dies ist euer Lied!“ Und er zeigte ihnen ein Gesicht [Vision] und gab ihnen zu sehen, was sie zuvor nur gehört hatten; Sie sahen eine neue Welt, und sie wölbte sich in der Leere und wurde von der Leere getragen, doch war sie nicht gleich ihr […] Und plötzlich sahen die Ainur in der Ferne ein Licht, wie von einer Wolke mit einer Flamme im Herzen; und sie wussten, dass dies nicht nur ein Gesicht war, sondern dass Ilúvatar ein neues geschaffen hatte: Ea, die Welt, die ist.“

In der Zeit nach der Erschaffung der Welt gab es zunächst noch keine Zeiteinteilung, erst mit dem „Zeitalter der Zwei Bäume“ ergab sich durch deren Eigenart, abwechselnd in hellem Lichterglanz zu erstrahlen, eine Aufteilung der Tageszeiten und somit den ersten Tagesrhythmus. Die zwei Bäume Telperion (der Silberne) und Laurelin (der Goldene) erstrahlten aus eigener Kraft abwechselnd jeweils für etwa 12 Stunden und erhellten das Gebiet Valinor, in dem die Valar sich niedergelassen hatten. Innerhalb von sieben Stunden erblühte jeder Baum zu vollem Glanze und verblasste wieder, während der andere zu erstrahlen begann. So gab es zweimal am Tag eine Zeitspanne des milden Zwielichts, zu der beide Bäume nur schwach leuchteten, und in der sich ihre goldenen und silbernen Strahlen vermischten.:46. Ein Tag in Valinor teilte sich also bereits in 12 Valische Stunden, fünf getaucht in Goldlicht, fünf in Silberlicht und jeweils zweimal eine Stunde im Zwielicht (minyúcale, minuial „erstes Zwielicht/Morgendämmerung“ und atyúcale, aduial „zweites Zwielicht/Abenddämmerung“).
Melkor zerstörte diese Bäume, so wie er zuvor schon die Leuchten Ormal und Iluin zerstört hatte. Dadurch gab es kein Licht mehr in Mittelerde. Den Valar gelang es jedoch, von jedem der Bäume eine letzte Frucht zu erhalten, aus denen sie die Sonne und den Mond erschufen.:95. Der Mond zog seine Bahnen zunächst von Westen nach Osten und wieder zurück, dies vollführte er siebenmal, ehe auch die Sonne an den Himmel gesetzt wurde.:477/630–631.
Eine der Folgen dieser Taten Melkors war die Rückkehr der Noldor nach Mittelerde und die Verhüllung Valinors. In der Erzählung „Wie die Tage und Monate und Jahre geschaffen wurden“ berichtet Tolkien darüber, dass in dieser Zeit in Valinor plötzlich drei Männer bei den Valar erschienen. Sie erschufen in drei Zeiteinheiten lange, unsichtbare Seile, mit deren Hilfe die Bahnen des Mondes und der Sonne gelenkt werden konnten. Diese Seile gaben sie in Manwes Obhut und sie wurden an einem Stein (dem Gonlath, also Seilstein) befestigt. Seit dieser Zeit sind die Welt und all ihre Geschöpfe, selbst die Valar, mit den Banden der Zeit verflochten und unterliegen ihren Gesetzen.

„Da überkam Furcht die Götter, die weiter voraus sahen und wussten, dass sogar sie von jetzt an in bemessener Zeit dem allmählichen Altern unterworfen sein und ihre Tage dahinschwinden würden, bis Illúvatar sie beim Großen Ende zurück rief. Aber Fanuin sagte: ‚Nein, es ist nur die Musik der Ainur; denn seht, wer wir sind: Danuin, Ranuin und Fanuin, Tag, Monat und Jahr, doch nur die Kinder von Aluin, der Zeit, welcher der älteste der Ainur ist, der im Jenseits ist und Illúvatar unterworfen; und von dort kamen wir, und dorthin gehen wir nun.‘ Darauf verschwanden diese drei aus Valinor; von ihnen aber rührt es her, dass die unveränderlichen Bahnen von Sonne und Mond geschaffen und alle Dinge der Welt der Zeit und dem Wandel untertan wurden.“

## Die Zeitalter Mittelerdes
Mittelerde wurde von den Elben in mehrere Zeitalter eingeteilt.
- Die erste Periode nannten sie „Die Zeitalter vor den Tagen“. Diese setzten sich aus 35 Zeitaltern, also 3500 Valischen Jahren (≈ 33537 Sonnenjahre) zusammen. Sie reichen von der Ankunft der Valar in Mittelerde über den ersten Krieg gegen Melkor und Zerstörung der beiden Leuchten bis hin zur Erschaffung der „Zwei Bäume“.
- Die folgende Ära wird die „Jahre der Bäume“ genannt. Eine Zeitspanne von 1500 Valischen Jahren (≈ 14370 Sonnenjahre). Sie wird auch die Zeit des Segens in Valinor genannt und beinhaltet das Erwachen der Elben und ihren Zug nach Valinor. Sie endet mit dem Diebstahl der Silmaril durch Melkor, dem Brudermord von Alqualonde und der Verbannung oder dem Auszug der Noldor zurück nach Mittelerde. Offiziell an dem Tage, als Fingolfin Beleriand erreichte und das erste Mal der Mond aufging.
- Das „Erste Zeitalter der Sonne“ dauerte 590 Sonnenjahre. Dies ist die Zeit, über die besonders im Silmarillion, den Nachrichten aus Mittelerde und in der Geschichte der Kinder Húrins berichtet wird. Es endet mit dem Krieg des Zorns, dem Bündnis zwischen Menschen und Elben, dem Fall von Gondolin, der Verbannung Melkors von Arda und dem Versinken von Beleriand im Meer.
- Das „Zweite Zeitalter der Sonne“ zählte 3441 Sonnenjahre, begann mit der Gründung des Königreiches der Menschen in Númenor und den Grauen Anfurten in Lindon. Diese Geschichte wird ausführlich in den Nachrichten aus Mittelerde erzählt. Es umfasst den Untergang Númenors und endet mit der Schlacht des „Letzten Bündnisses aus Elben und Menschen“ in der Isildur in den Besitz des Einen Ringes gelangte.
- Das „Dritte Zeitalter der Sonne“ beginnt mit der Rückkehr Isildurs nach Gondor und endet nach 3021 Sonnenjahren mit der Zerstörung des Ringes, der Vernichtung Saurons und dem Weggang der Elben aus Mittelerde.
- Das „Vierte Zeitalter der Sonne“ beginnt nach der Krönung Aragorns (1. Mai 3019) zum König des wiedervereinigten Arnor und Gondor. Über diese Zeit gibt es nur noch wenige Aufzeichnungen.[4][5] Sie wird „Das Zeitalter der Herrschaft der Menschen“, „Das Neue Zeitalter“ oder „Die Tage der Jüngeren“ genannt.[2]:755–768.

## Kalender Mittelerdes
Für die Kalender in Tolkiens Welt gibt es eine einheitliche Einteilung:
| Zeitraum   | Quenya                  | Sindarin            |
| ---------- | ----------------------- | ------------------- |
| Tag        | sana, sanaluin, ré, áre | dana, danuin, or    |
| Woche      | lemnar, enquië, ostola  | lefnar, ochlad      |
| Monat      | rana, ranaliun, ráne    | ran, ranuin, ranoth |
| Jahreszeit | ya, yasse               | iaur, ior           |
| Jahr       | fana, fanaluin, loa     | fann, fanuin, ŷr    |

Unterschiede bestehen jedoch in der Anzahl der Wochen- und Monatstage, die ein Sonnenjahr (Loa) ergeben, was einem Erdenjahr entspricht. Eine Ausnahme ist die Valinórische Rechnung, die sich nicht auf Sonnenjahre bezieht.
Allgemein setzt sich ein Kalenderjahr so zusammen:
| Monat (Q.) | Tage | Bedeutung                      | Gregorianischer Kalender | Bemerkung                                                                                               |
| ---------- | ---- | ------------------------------ | ------------------------ | --- |
| Yaresse    | 01   | Neujahrstag, Jahresbeginn      | etwa 29. März            | oder der 21. März als Tag-und-Nacht-Gleiche (yare = Jahr, Altvorderenzeit; esse = Anfang)               |
| Víresse    | 30   | Wuchsanfang, Sprießen          | April                    | Erscheinen des ersten Grüns (vírië = Jugend, Frische, Wachstum, Veränderung)                            |
| Lótesse    | 30   | Blütenanfang                   | Mai                      | Erscheinen der ersten Blüten (lóte = Blüte, Blume)                                                      |
| Nárië      | 30   | Sonniger, Feuriger             | Juni                     | Erster warmer Monat, Sommersonnenwende (nar, nárië = Feuer, Flamme, Sonnenwärme)                        |
| Cermië     | 30   | Schnitternte, Mahd             | Juli                     | Erster Erntemonat (Beeren und Getreideernte; cermië = Mahd, Schnitternte)                               |
| Úrime      | 30   | Heißer, Glühender              | August                   | Wärmster Monat (úrië = Hitze, Verbrennung)                                                              |
| Yavannië   | 30   | Erntezeit, Fruchtreife         | September                | Zeit der Fruchternte (yavanna = Fruchtgebung, Fruchtgeschenk)                                           |
| enderi     | 03   | Mitteltage                     | 20. bis 22. September?   | Zusatztage zwischen den Jahreszeiten Yávië und Quelle, um auf 365 Tage zu kommen (endea = in der Mitte) |
| Narquelië  | 30   | Sonnenverblasser, Feuerschwund | Oktober                  | abnehmende Sonneneinstrahlung (quelië, quelle = Vergehen, Verblassen, Abnahme)                          |
| Hísime     | 30   | Nebliger                       | November                 | Erste kalte Tage mit viel Nebel (híse, hísië = Nebel, Nebligkeit)                                       |
| Ringare    | 30   | Kalttage, Frosttage            | Dezember                 | Winteranfang mit Frost (ringië = Kälte; -are = Tage)                                                    |
| Narvinye   | 30   | Sonnenerneuerung, Neufeuer     | Januar                   | Zeit nach der Wintersonnenwende (vinya = jung, jugendlich, neu, erneuert)                               |
| Nénime     | 30   | Nasser, Wässernder             | Februar                  | Schmelzen des Schnees und des Eises (nenya = nass, wässrig)                                             |
| Súlime     | 30   | Windiger                       | März                     | Monat der oft Sturm bringt, Tag-und-Nacht-Gleiche (súle = Atem, Hauch, Wind)                            |
| Mettare    | 01   | letzter Tag                    | etwa 28. März            | Letzter Tag eines Sonnenjahres (Zusatztag; metta = Ende, zuletzt)                                       |

### Die Valinórische Zeiteinteilung
In der Zeitrechnung von Valinor gab es eine Fünftagewoche, die Lemnar genannt wurde, was Fünftage nach der Anzahl der Finger (leper) bedeutet oder Aldalemmar (Baumwoche). Die Tage hießen Ar Manweo (Tag Manwes), Ar Ulmo (Tag Ulmos), Ar Fanturion (Tag der Geistbrüder, Irmo/Námo), Ar Veruo (Tag der Vermählten, Manwe/Varda und Aule/Yavanna) und Ar Neldion (Tag der Drei, Osse/Orome/Tulkas). Im Valischen Jahr gab es im Sommer eine Extrawoche die Endiën (die Mittleren) genannt wurde, der Saiwesana (Mittsommertag) bildete den mittleren dieser Tage. In Valinor wurde in Valischen Jahren gezählt, was einem Hundertstel eines Valischen Zeitalters entsprach. Eine Stunde in Valinor war zur Zeit der Zwei Bäume siebenmal länger als eine Stunde unserer Zeitrechnung, so dass ein Tag (12 Stunden) in Valinor quasi 84 Sonnenzeitstunden hatte. Ein Jahr hatte 1000 Valische Tage und entsprach somit 9,582 späteren Sonnenjahren.:754.

### Der Kalender von Imladris
Die als Kalender von Imladris bekannte Zeitrechnung kann als repräsentativ für alle Elben in Mittelerde (nicht für Valinor) angesehen werden. Er ist wie folgt eingeteilt: Das Jahr beginnt mit dem Yestare, dem Neujahrstag, der in etwa dem 29. März des Gregorianischen Kalenders entspricht. Eine elbische Woche (Enquië) in Bruchtal (Imladris) zählte sechs Wochentage. 1. Elenya (Sternentag), 2. Anarya (Sonnentag), 3. Isilya (Mondtag), 4. Aldúya (Tag der Bäume), 5. Menelya (Himmelstag), 6. Tárion (Königstag), auch Valarya (Valartag) oder Orodinya (Tag der Götter).:386.
Eine Eigenheit des Kalenders von Imladris ist, dass er sechs Jahreszeiten aufweist. Die erste Jahreszeit ist Tuile (Austreiben, Aufbrechen, Frühling) sie hat 54 Tage, was neun Wochen entspricht. Darauf folgen Laire (Grüne, Gesang, Sommer) mit 72 Tagen und Yávië (Ernte, Fruchtgebung, Frühherbst) mit 54 Tagen. Die drei kalten oder dunklen Jahreszeiten sind Quelle (Schwund, Vergehen) oder Lasse Lanta (Blattfall), 54 Tage, Hríve (Frost, Winter), 72 Tage und Coire (Erwachen), 54 Tage. Zudem gab es bei den Elben ein sogenanntes Yén (Langjahr) was 144 Sonnenjahre (loa „Wachstum“ oder coranar „Sonnenrunde“), 8.766 Wochen (enquier) oder 52.596 Tage (ré oder are) umfasste.:1228/1229 Um die Ungenauigkeit des Kalenders an den tatsächlichen Umlauf der Erde um die Sonne anzupassen, wurden die enderi in jedem zwölften Sonnenjahr verdoppelt, was unserem Schaltjahr gleichkommt.:386.

### Die Zeitrechnung der Könige
Bei der so genannten Königszeitrechnung handelt es sich um eine abgewandelte Form des Kalenders von Imladris. Sie wurde bis in das Jahr 2100 des Dritten Zeitalters angewendet. Abweichend zum elbischen System hatten die Númenórer anstelle der Sechstagewoche eine Siebentagewoche eingeführt. Das Jahr hatte 12 Astar (Monate) mit je 30 Tagen, wie im allgemeinen Modell beschrieben mit den fünf Zusatztagen, um auf die Zahl 365 zu kommen. Das Königsjahr begann mit der Wintersonnenwende mit dem Monat Narvinye, der nun auf den Yestare folgte. Anstelle der „enderi“ gab es hier zwei Monate (Nárië und Cermië) die 31 Tage hatten und zwischen ihnen einen einzelnen Zusatztag, den Loende (Mittsommertag). Diese Zeiteinteilung kommt dem Modernen gregorianischen Kalender schon sehr nahe, denn es wurde in jedem vierten Jahr ein Schaltjahr eingeführt. Ausnahme war jeweils das letzte Jahr eines Jahrhunderts (Haranye). Der zusätzliche Tag wurde an den Loende angehängt, so dass ein Schaltjahr wiederum zwei enderi (Mitteltage) hatte. Ab 2100 wurde dieser Kalender durch die Truchsessenzeitrechnung ersetzt. Diese wies nur kleine Abweichungen von der Königsrechnung auf, so hatten anstelle von Nárië und Cermië die Monate Súlime und Yavannië 31 Tage. Diese Tage hießen Tuilére (Austrieb, Aussaat) und Yáviére (Erntezeit). Lediglich im Auenland und in Bree gab es einen eigenen Kalender und bei den Dúnedain des Nordens wurden Sindarinnamen anstelle der Quenyabezeichnungen benutzt.:399/400, 677.
Mit dem Ende des Ringkrieges verlor die Truchsessenzeitrechnung ihre Gültigkeit. Das Dritte Zeitalter der Sonne endete offiziell am 29. September des Jahres 3021. Das war jener Tag an dem das letzte Schiff der Elben mit Bilbo, Frodo, Gandalf und Galadriel die Mittelerde in Richtung Valinor verließ. Als erster Tag des Vierten, des Zeitalters der Herrschaft der Menschen gilt der 25. März dieses Jahres, der 2. Jahrestag der endgültigen Vernichtung Saurons.:713.

### Der Auenlandkalender
Die Zeitrechnung im Auenland beginnt mit der Besiedlung von Eriador durch die Hobbits. Das erste Auenlandjahr entsprach dabei dem Jahr 1601 des Dritten Zeitalters der Königsrechnung und dem Jahr 1300 in Bree. Die Wochen hatten je sieben Tage: Sterrendei (Sternentag), Sunnendei (Sonnentag), Monendei (Mondtag), Trewesdei (Bäumetag), Hevenesdei (Himmelstag), Meresdei (Meerestag) und der Hohdei (Herrschertag). Später, zur Zeit des Ringkrieges waren aus diesen Stertag, Sonntag, Montag, Trewstag, Hevenstag (auch Henstag), Merstag und Hochtag geworden. Auch hier hatte das Jahr 12 Monate mit je 30 Tagen. Die Zusatztage verteilten sich auf zwei Jultage (zum Jahreswechsel) und drei Sommertage (1. Lithe, Mittjahrstag und 2. Lithe). Schaltjahre gab es ebenfalls, dann wurde im Sommer der Überlithe (ein besonderer Feiertag) an die Mitteltage angehängt.
Das Jahr begann mit den 2. Jul gefolgt von den Monaten Nachjul, Solmath, Rethe, Astron, Thrimidge, Vorlithe, dann kamen die drei Mittsommertage und die Monate Nachlithe, Wedmath, Halimath, Winterilth, Blotmath, Vorjul und der abschließende 1. Jul. Mit der Kalenderreform im Jahr 2700 (DZ Truchsessenrechnung) wurden im Auenland die Mittsommertage aus der Wochenrechnung heraus genommen, so dass ein Jahr genau 52 Wochen mit je sieben Tagen hatte und somit der Kalendertag in jedem Jahr auf einen identischen Wochentag fiel. Das Jahr begann immer mit einem Samstag (Stertag) und endete am Freitag (Hochtag).:76/77.

## Sternbilder in Mittelerde
Das erste bekannte Sternbild in Mittelerde ist die so genannte Sichel der Varda, die als Valacirca (Valarsichel) oder Atasilme (Neuer Glanz) bezeichnet wurden und dem Sternbild Großer Wagen, Großer Bär entsprechen. Des Weiteren sind die Sternbilder Orion unter dem Namen Menelmacar, Telumehtar (Himmelsstreiter) oder Mordo (Dunkelbringer) und die Plejaden als Sihtalocte (Fliegenschwarm), Otselen (Siebenstern) oder Mirrembe (Sternenversammlung). Auch die Planeten unseres Sonnensystems sind namentlich bekannt.
Sterne und Planeten (Quenya-Namen)
- Sonne = Anar (heiße Flamme), Ancale, Ancalíme (sehr helles oder hellstes Licht), Helmir (Himmelsjuwel), Calmir (Lichtjuwel), Úrin (die Glühende)
- Mond = Isil (der Silberne), Rána (der Wanderer)
- Mars oder Merkur = Carnil (der Rote), Macar (Kämpfer)
- Merkur = Fionwe Úrion, Fionil (Sonnensohn), Eonwe (Geflügelter Bote, Adlerwesen)
- Jupiter = Alcar, Alcarinque (der Strahlendste), Silindo (Silberstrahlender)
- Neptun oder Uranus = Luinil (Blaustern), Nénar (Wässriger)
- Saturn = Lumbar (der Umhüllte)
- Venus = Tacol (Zeichenträger, festes Zeichen)
- Erde = Arda (Welt), Ambar (bewohnte Welt)